# 奥里尼亚克
奥里尼亚克（法語：Orignac，法語發音：[ɔʁiɲak]）是法国上比利牛斯省的一个市镇，属于巴涅尔德比戈尔区。

## 地理
奥里尼亚克（43°7'29"N, 0°10'10"E）面积9.91 平方千米，位于法国奧克西塔尼大區上比利牛斯省，该省份为法国西南部内陆省份，北至热尔省，西接大西洋比利牛斯省，南与西班牙接壤，东临上加龙省。
与奥里尼亚克接壤的市镇（或旧市镇、城区）包括：伊特、昂蒂斯、锡约塔、欧邦、吕克、梅里约、蒙加亚尔、奥尔迪藏、旧阿杜尔。

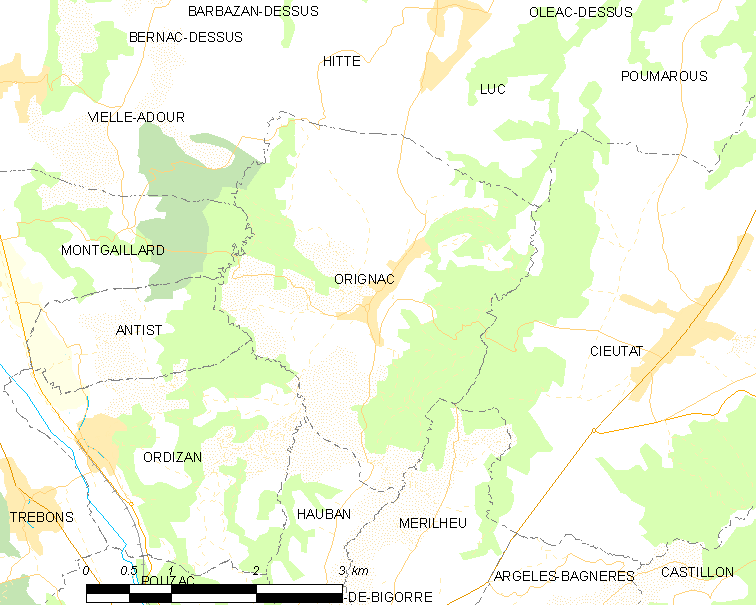
奥里尼亚克的OSM定位图

奥里尼亚克的时区为UTC+01:00、UTC+02:00（夏令时）。

## 行政
奥里尼亚克的邮政编码为65200，INSEE市镇编码为65338。

## 政治
奥里尼亚克所属的省级选区为阿罗斯河与巴伊斯河谷县。

## 人口

1962-2008年间奥里尼亚克人口变化图示

奥里尼亚克于2022年1月1日时的人口数量为251人。